# 南山头遗址
南山头遗址位于陕西省白水县西南1公里，位于一南向的坡地上。遗址中有半坡文化晚期（6300-6000P）、西王村文化（5500-5000BP）以及周代遗存。遗址中的半坡文化晚期遗存属东庄类型，出有很多重唇杯形口尖底瓶的口部，以及大量彩陶，这些陶器的发现将东庄类型与庙底沟文化连接起来，形成了完整的东庄类型向庙底沟文化转变的形态演变，解决了庙底沟文化的起源问题。
遗址中还发现一座方形半地穴房址，这座房址是目前所知最早的有扶墙柱的房址，可以说这座房址就是庙底沟文化大型房址的渊源。